# Korejski mučenici
Korejski mučenici predstavljaju skupinu katoličkih svećenika i vjernika laika, žrtava vjerskih progona na Korejskom poluotoku tijekom 19. i 20. stoljeća, napose u okviru Korejskog rata, sjevernokorejske komunističke diktature i vjerskih progona u pretežito konfucijanističkom okruženju.
Žrtve »Velikog progona katolika« za vladavine dinastije Joseon beatificirao je 2014. u Seoulu papa Franjo, kao Prve korejske mučenike.

## Pozadina
Povijest katoličanstva na Korejskom poluotoku seže u 1777. godinu, kada je katolička literatura dospjela na korejsko tlo preko kineskih isusovaca. Deset godina poslije, prilikom tajnog ulaska u zemlju, nepoznati kineski svećenik zatekao je oko 4000 korejskih katolika koji dotad nisu imali doticaja s katoličkim svećeništvom. Dinamičnu katoličku zajednicu gotovo u cijelosti vodili su obrazovani laici plemićkog porijekla, jedini koji su mogli čitati knjige pisane hanjom.
Katolička zajednica poslala je tada izaslanstvo u 750 milja udaljeni Peking kako bi od pekinškog biskupa zatražili slanje svećenika i postavljanje vlastitog biskupa. Poslana su im dva kineska svećenika čija je služba bila kratkog vijeka, pa će proći još četrdeset godina prije nego što Pariško društvo za strane misije započne s radom u Koreji s dolaskom oca Maubana 1836.

## Francuske misije
Biskup Laurencije (Laurent) Imbert i deset francuskih misionara bili su prvi strani svećenici koji su ušli u Koreju i prihvatili njezinu kulturu. Tijekom dana su se skrivali, a noću su putovali pješke, brinući se za duhovne potrebe vjernika i podjelu sakramenata. Prvi korejski svećenik Andrija Kim Taegon uspio je ući u Koreju kao misionar, no pogubljen je trinaest mjeseci kasnije u 26. godini života.
Najmanje je između osam i deset tisuća katolika ubijeno u progonima samo u 19. stoljeću. Među njima se ističe prvi korejski katolički svećenik koji je rodom bio Korejac, Andrija Kim Taegon, svetac i predvodnik 103 Korejska mučenika iz vremena 19. stoljeća. Osim Korejaca, uz njih je kanonizirano i nekoliko Francuza - biskupi i misionari Laurencije Josip Mario Imbert, Simeon Franjo Berneux i Mario Nikola Antonio Daveluy, kao i misionarka Pierre-Henri Dorie.
Osim sto i trojice svetih mučenika, papa Franjo je prilikom papinskog posjeta Južnoj Koreji blaženima proglasio 124 mučenika predvođenih Pavlom Yun Ji Chungom, također ubijenih iz mržnje prema vjeri, dijelom za vrijeme progona kraljice Jeongsun.

## Naslijeđe
Francuske misije iznjedrile su prvi naraštaj korejskog katoličkog klera i laikata koji je postavio temelje današnje Katoličke Crkve u Koreji odigravši ključnu ulogu u evangelizaciji i širenju Božje riječi i same Crkve na korejskom tlu.
Korejska Crkva četvrta je među Crkvama prema broju svetaca i mučenika i jedna od najbrže rastućih u Istočnoj Aziji.
Godine 1967. izgrađen je i otvoren Muzej-svetište Korejskih mučenika u Seoulu.

## Istraživanja
Početkom sedamdesetih god. XIX. st., otac Claude-Charles Dallet sastavio je sveobuhvatnu povijest Katoličke Crkve u Koreji, uglavnom iz rukopisa biskupa mučenika Antonia Daveluya. Korejski mučenici bili su poznati po strogoći, iskrenosti te broju svojih obraćenika, a biskup i mučenik Simeon Franjo Berneux o tome je zapisao: 
»Korejci posjeduje najsavršenije dispozicije za primanje vjere. Jednom uvjeren, on prihvaća i sebe daje u potpunosti, bez obzira koliko ga to može stajati«.

## Ocjene
Seoulski nadbiskup Andrija Yeum Soo-jung pozdravljajući papu Franju za njegova četverodnevna posjeta Koreji 2014. godine među ostalim ističe: 
»Katolička je Crkva u Koreji narasla na krvi mučenika i pokazala se dobrim primjerom za korejsko društvo promičući pravdu i ljudska prava.«

Sam papa Franjo u svojoj propovijedi (homiliji) naglašava: 
»Prema otajstvenoj Božjoj providnosti, na korejske obale kršćansku vjeru nisu donijeli misionari nego je došla preko srca i umova samih Korejaca, nošenih znatiželjom i traženjem vjerske istine. U dodiru s Evanđeljem korejski su kršćani Isusu svoje umove otvorili. Željeli su upoznati Krista, koji je trpio, umro i uskrsnuo od mrtvih.«

## Vanjske poveznice
- Pismohrana Radija Vatikan Propovijed (homilija) pape Ivana Pavla II. prilikom kanonizacije Korejskih mučenika